# Морелос (муниципалитет Чиуауа)
Морелос (исп. Morelos) — муниципалитет в Мексике, штат Чиуауа с административным центром в одноимённом посёлке. Численность населения, по данным переписи 2010 года, составила 8343 человека.

## Общие сведения
Название Morelos дано в честь национального героя Хосе Мария Морелоса.
Площадь муниципалитета равна 2183 км², что составляет 0,88 % от общей площади штата, а наивысшая точка — 2355 метров, расположена в поселении Пуэрто-де-Матупарес.
Он граничит с другими муниципалитетами штата Чиуауа: на севере с Батопиласом и Гуачочи, на востоке с Гуадалупе-и-Кальво, а на юге и западе с другим штатом Мексики — Синалоа.

## Учреждение и состав
Муниципалитет был образован 13 июня 1826 года, в его состав входит 278 населённых пунктов, самые крупные из которых:
| Код INEGI                  | Населённый пункт                                                                                   | Численность населения (2005 год) | Численность населения (2010 год) |
| -------------------------- | -------------------------------------------------------------------------------------------------- | -------------------------------- | -------------------------------- |
| 046                        | Всего                                                                                              | 7172                             | 8343                             |
| 0001                       | Морелос (исп. Morelos) 26°40′15″ с. ш. 107°40′39″ з. д. (административный центр)                   | 735                              | 813                              |
| 0178                       | Эль-Таблон (исп. El Tablón) 26°30′32″ с. ш. 107°49′12″ з. д.                                       | 346                              | 394                              |
| 0254                       | Сьенега-Приета (исп. Ciénega Prieta) 26°25′09″ с. ш. 107°37′03″ з. д.                              | 371                              | 349                              |
| 0134                       | Потреро-де-лос-Бохоркес (исп. Potrero de los Bojórquez (Mineral)) 26°34′43″ с. ш. 107°40′17″ з. д. | 314                              | 317                              |
| 0100                       | Меса-Леалес (исп. Rancho Mesa los Leales) 26°22′38″ с. ш. 107°46′22″ з. д.                         | 222                              | 302                              |
| —                          | Прочие                                                                                             | 5184                             | 6168                             |
| Названия на карте Генштаба | |                                  |                                  |

## Экономика
По статистическим данным 2000 года, работоспособное население занято по секторам экономики в следующих пропорциях:
- сельское хозяйство и рыболовство — 63,1 %;
- торговля, сферы услуг и туризма — 19,9 %;
- производство и строительство — 12,7 %;
- безработные — 4,3 %.

## Инфраструктура
По статистическим данным 2010 года, инфраструктура развита следующим образом:
- электрификация: 34,5 %;
- водоснабжение: 37,9 %;
- водоотведение: 34,1 %.

## Достопримечательности
В муниципальном центре находится несколько исторических достопримечательностей:
- церковь Антонио Падуа, построенная в 1844 году;
- школа Марияно Аристы, построенная в XIX веке.

## Фотографии

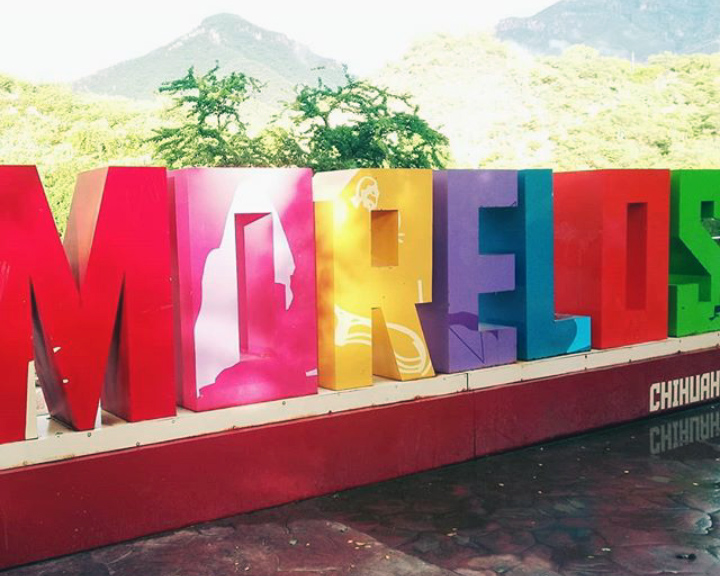
Стела на въезде в центр
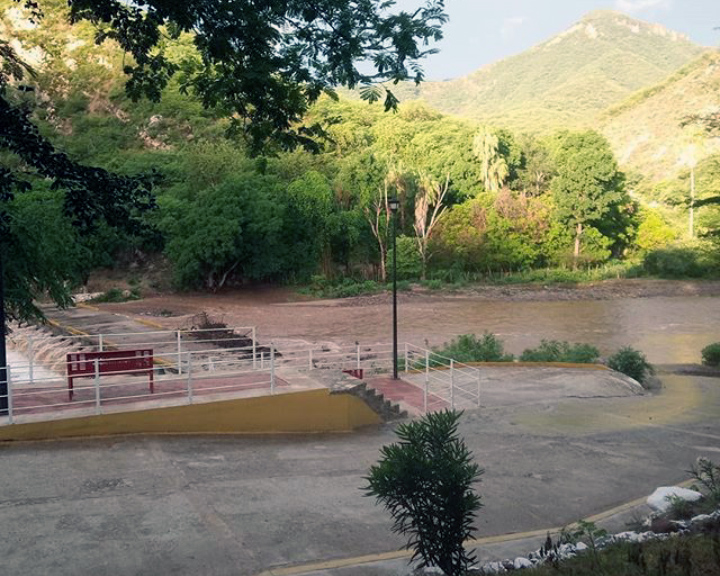
Река вблизи административного центра